# Modellhäuser in Eppingen

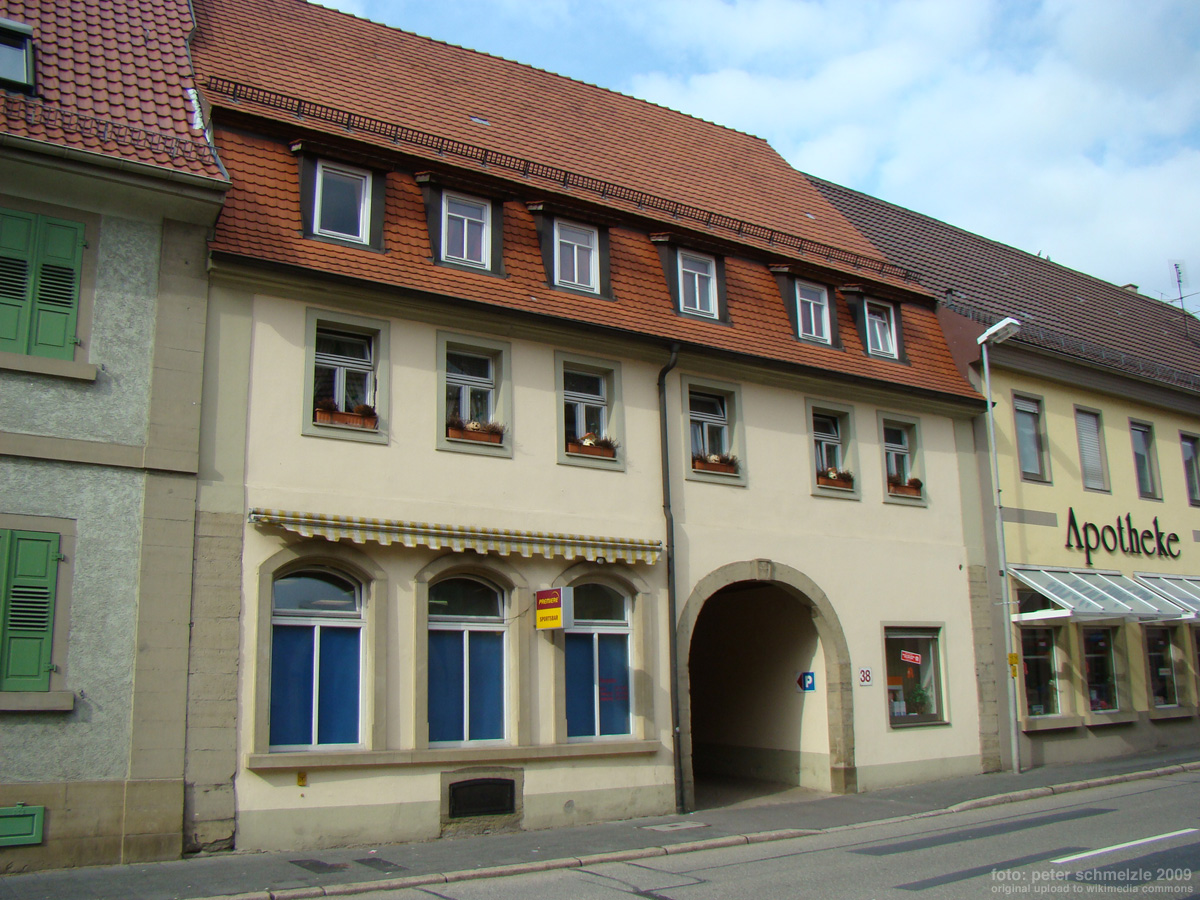
Erstes Modellhaus (1783) in Eppingen, Brettener Straße 38

Die Modellhäuser in Eppingen, einer Stadt im Landkreis Heilbronn im nördlichen Baden-Württemberg, sind Häuser, die seit 1783 bis zum Ende des 19. Jahrhunderts nach Modellplänen gebaut wurden. Alle Modellhäuser stehen heute unter Denkmalschutz.

## Vorgeschichte

### Durlach
Während des Pfälzischen Erbfolgekrieges von 1688 bis 1697 wurden viele Städte und Dörfer im heutigen Nordbaden von französischen Truppen zerstört. So wurde 1689 auch die badische Residenzstadt Durlach niedergebrannt. Nach dem Ende des Krieges erließ Markgraf Friedrich VII. Vorschriften, wie der Wiederaufbau – vor allem von Durlach – erfolgen sollte. Der Hofbaumeister Thomas Lefèvre entwarf Modellpläne für die Neubauten, die nicht mehr als Fachwerkhaus ausgeführt werden sollten, da diese sehr schnell bei Brandkatastrophen zerstört wurden.

### Eppingen
Ende des 18. Jahrhunderts begann in Eppingen eine rege Bautätigkeit zur Stadterweiterung, die nun entlang den Ausfallstraßen (Brettener Straße, Adelshofener Straße und Rappenauer Straße) erfolgte. 1803 kam Eppingen an das Land Baden, und 1813 wurde es Sitz des Bezirksamtes Eppingen. Deshalb ist es nicht verwunderlich, dass im gesamten 19. Jahrhundert Modellhäuser nach Durlacher Vorbild errichtet wurden. Insgesamt kann man in dieser Zeit 37 Modellhäuser an vier Straßen zählen.

## Modellhaustypen
Eppingen war im 19. Jahrhundert sehr stark landwirtschaftlich geprägt, deshalb entstanden auch überwiegend bäuerliche Modellhäuser, die den Bedürfnissen von Arbeiten und Wohnen in einer Einheit entsprechen mussten. Dass kein Modellhaustyp für die Bedürfnisse eines Handwerkers entstand, ist zunächst überraschend. Die relativ wenigen Handwerker konnten in der engen Altstadt von Eppingen ihr Handwerk weiterhin ausüben, und für die Bauern war der Neubau von Modellhöfen eine Form von Aussiedlerhöfen des 19. Jahrhunderts. Gleichzeitig waren die relativ gleichförmigen Straßenseiten der Modellhäuser lange Zeit stadtbildprägend.

### Bauernhaus

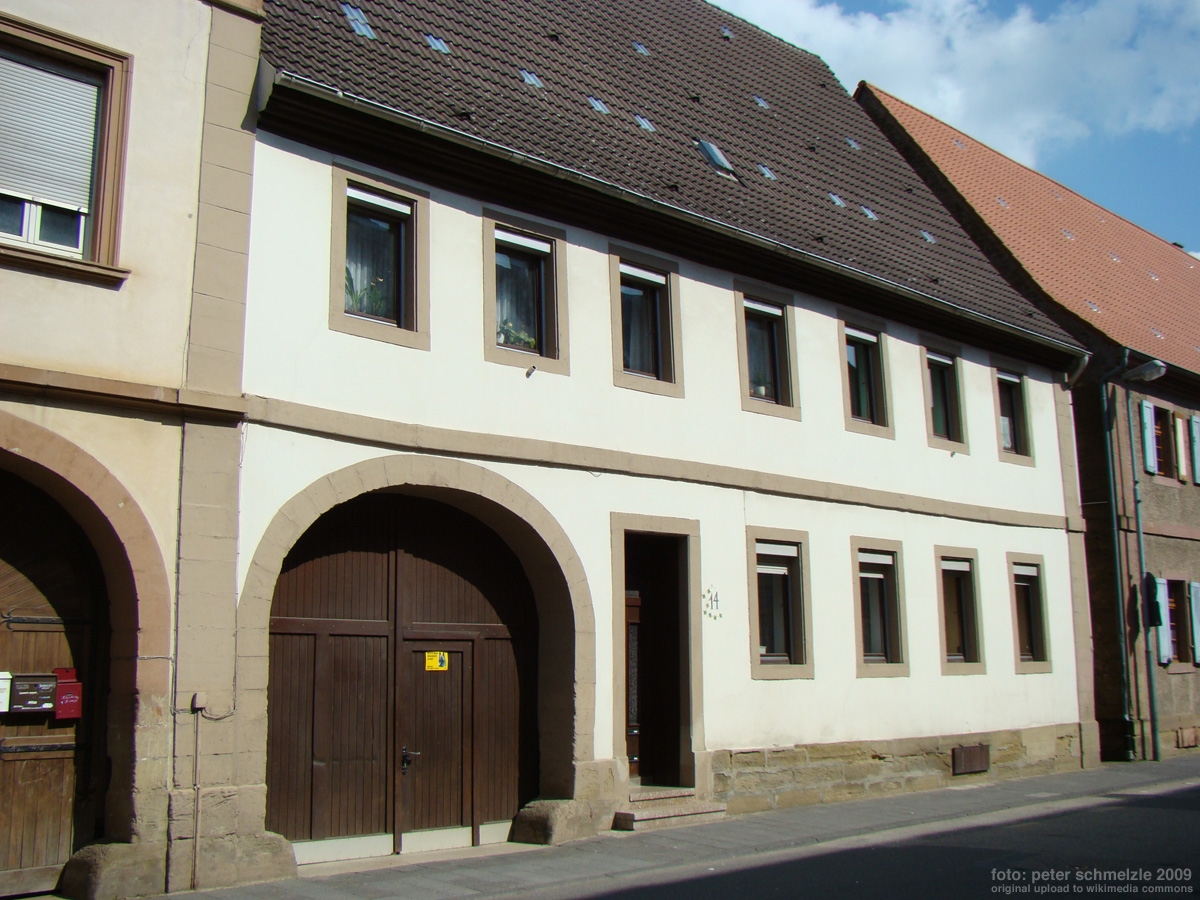
Modellhaus (Adelshofener Straße 14) von 1807 mit an beiden Seiten anschließenden weiteren Modellhäusern

Alle bäuerlichen Modellhäuser sind zweigeschossig und haben ein großes Hoftor. Die Anzahl der Achsen, meistens vier bis sieben, variiert; je nachdem wie reich der Bauer war und wie groß die gesamte Anlage ausfallen sollte. Die Hofanlagen stoßen wie Reihenhäuser aneinander und wurden teilweise auch als Doppelanlagen errichtet.
Die Hofanlagen der Modellhäuser in Eppingen sind bei ihrem Grundrissschema vom fränkischen Dreiseithof beeinflusst. Das Wohnhaus steht immer traufseitig zur Straße, und dahinter steht senkrecht dazu das Stallgebäude. Die große Scheune befindet sich parallel zum Wohnhaus. Der Hof, an drei Seiten von Gebäuden umgeben, wird an der vierten Seite durch eine Mauer vom Nachbargrundstück abgetrennt. Die nachbarliche Hofanlage schließt in der Regel spiegelbildlich an. Sehr oft befinden sich im hofseitigen ersten Geschoss des Wohnhauses und der Scheune Altane, die für die Trocknung der Wäsche, von Holz, Mais und Tabak genutzt wurden.

### Wohn- und Geschäftshaus

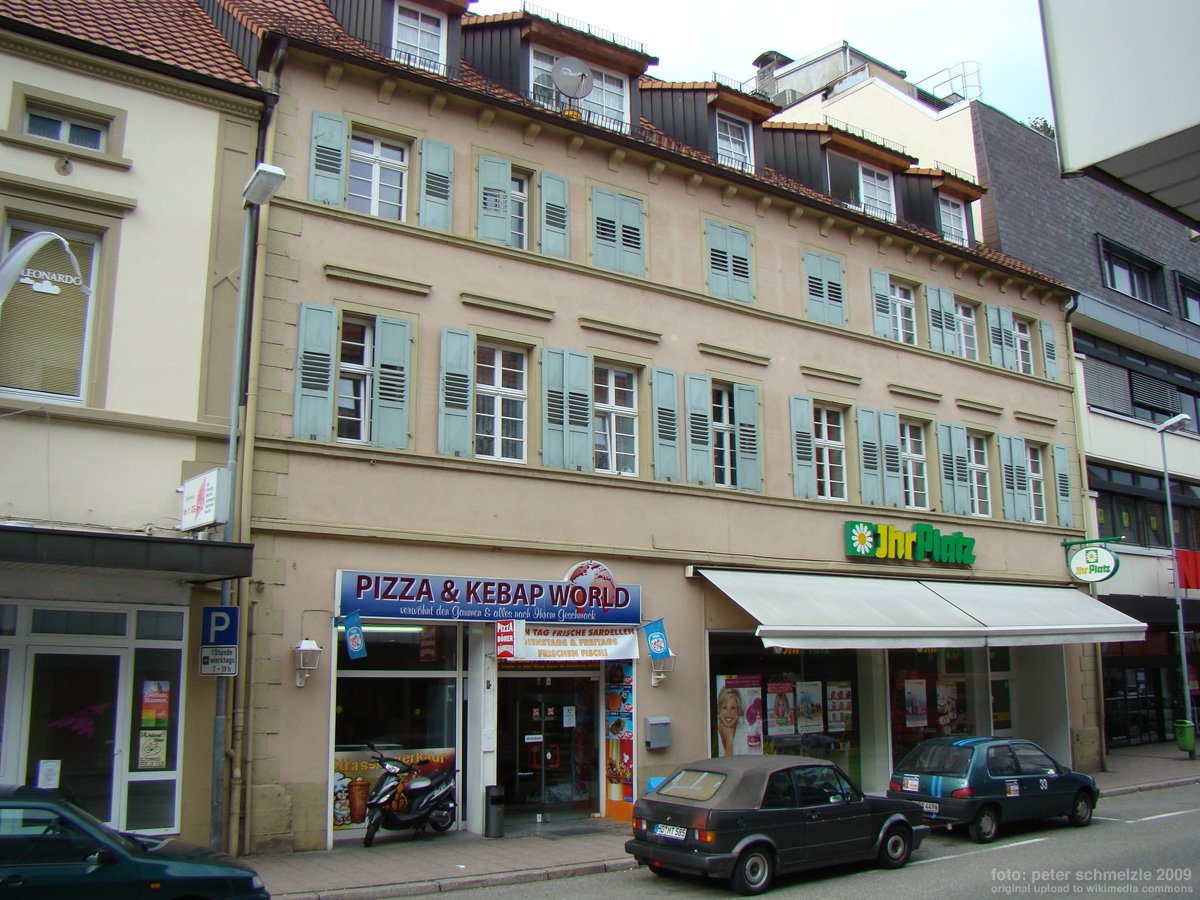
Modellhaus von 1848, Brettener Straße 14/16

Die Brettener Straße, auch Brettener Vorstadt genannt, wurde im Laufe des 19. Jahrhunderts zur Hauptgeschäftsstraße von Eppingen. Deshalb ist es auch nicht verwunderlich, dass hier vier Modellhäuser entstanden, die als Wohn- und Geschäftshäuser genutzt wurden. Sie sind dreigeschossig und bieten im Erdgeschoss ausreichend Platz für das Ladengeschäft und das Warenlager im rückwärtigen Bereich.

### Bürgerliches Wohnhaus

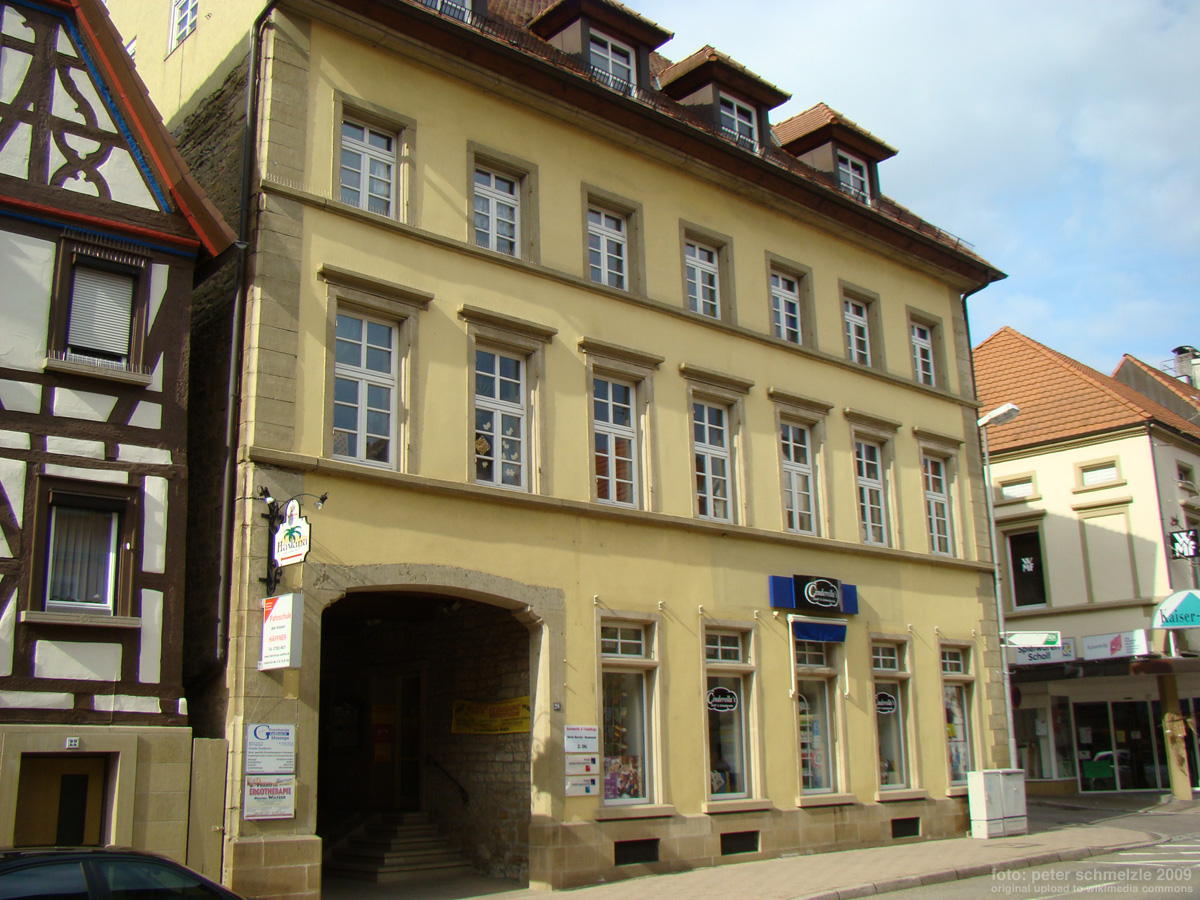
Bürgerliches Wohnhaus von 1848, Brettener Straße 20

Von den vier Straßen, an denen die Modellhäuser stehen, besitzt die Brettener Straße die größte Vielfalt von Hausformen: Fachwerkhäuser, bäuerliche Modellhäuser und um 1900 entstandene Geschäftshäuser aus Sandstein der sehr stark vertretenen jüdischen Kaufleute (siehe Jüdische Gemeinde Eppingen). Drei bürgerliche Wohnhäuser wurden als Modellhäuser in der Brettener Straße und zwei in der Kaiserstraße errichtet. In der Kaiserstraße und in deren Seitenstraßen, dem sogenannten Behördenviertel, wo in der zweiten Hälfte des 19. Jahrhunderts die Schulen, die evangelische Kirche, die neue Synagoge und weitere öffentliche Einrichtungen gebaut wurden, fallen die Modellhäuser aus dem Gesamtkonzept dieses Stadtviertels.

### Gasthäuser

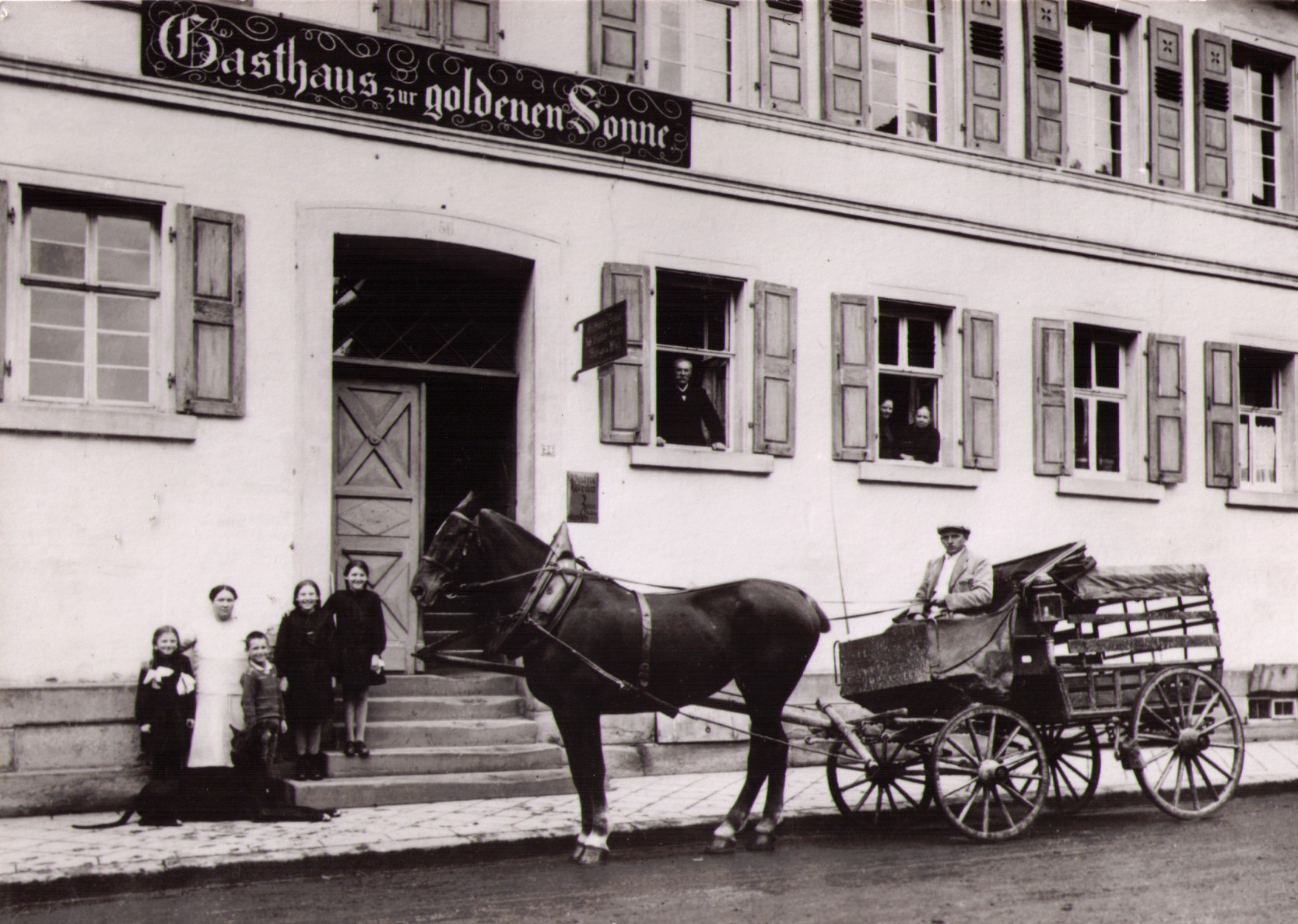
Gasthaus zur goldenen Sonne, um 1900

Zwei Gasthäuser wurden in Form von Modellhäusern in Eppingen errichtet. 1797 das Gasthaus Zur Palme in der Rappenauer Straße 10, das Stammhaus der Brauerei Palmbräu, das eher einem Bauernhaus entspricht. Das Gasthaus Zur Sonne, 1812 in der Brettener Straße 34 errichtet und vor einigen Jahren abgerissen, besaß neun Achsen, eine große Hofeinfahrt und wurde auch als Hotel und Wohnhaus genutzt.

### Mischformen
Das erste Modellhaus aus dem Jahr 1783, in der Brettener Straße 38, ist ein spätbarockes Handwerker- und Bauernwohnhaus mit einem großen Rundbogentor aus heimischem Sandstein. Das Haus mit einem Mansarddach stellt wegen seiner gemischten Nutzung eine Ausnahme dar.

## Liste der Modellhäuser in Eppingen

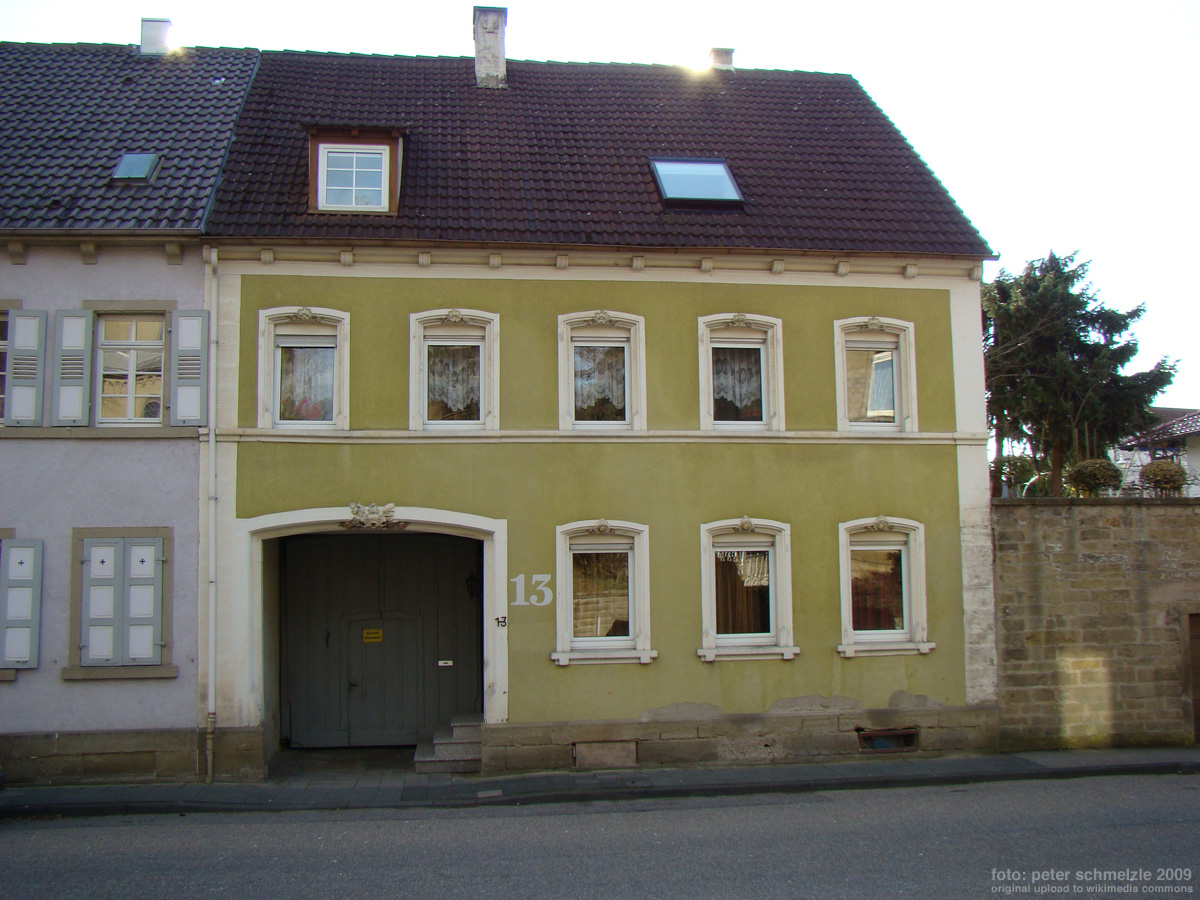
Modellhäuser, Kaiserstraße 11 und 13

### Adelshofener Straße
- Nr. 8: Bauernhaus (zweigeschossig) von 1805
- Nr. 10: Bauernhaus (zweigeschossig) von 1807
- Nr. 12: Bauernhaus (zweigeschossig) von 1809
- Nr. 12a: Bauernhaus (zweigeschossig) von 1809
- Nr. 13: Bauernhaus (zweigeschossig) von 1842
- Nr. 14: Bauernhaus (zweigeschossig) von 1807
- Nr. 15: Bauernhaus (zweigeschossig) von 1851
- Nr. 16: Bauernhaus (zweigeschossig) von 1810

### Brettener Straße
- Nr. 14/16: Wohn- und Geschäftshaus (Doppelhaus) von 1848
- Nr. 20: Wohnhaus (dreigeschossig) von 1848
- Nr. 24: Wohn- und Geschäftshaus (dreigeschossig) von 1849
- Nr. 26: Wohn- und Geschäftshaus von 1848
- Nr. 34: Gasthaus Zur Sonne und Wohnhaus (zweigeschossig) von 1812, abgerissen
- Nr. 38: Handwerker- und Bauernwohnhaus (zweigeschossig) von 1783
- Nr. 40: Wohnhaus (zweigeschossig) von 1830
- Nr. 42: Bauernhaus (zweigeschossig) von 1852
- Nr. 44: Wohnhaus (zweigeschossig) von 1911
- Nr. 51: Geschäfts- und Wohnhaus (zweigeschossig) von 1812
- Nr. 60: Bauernhaus (zweigeschossig) von 1822
- Nr. 62: Bauernhaus (zweigeschossig) von 1838
- Nr. 79: Bauernhaus (zweigeschossig) von 1849
- Nr. 81: Bauernhaus (zweigeschossig) von 1864
- Nr. 83: Bauernhaus (zweigeschossig) von 1874
- Nr. 85: Bauernhaus (zweigeschossig) von 1900
- Nr. 87: Bauernhaus (zweigeschossig) von 1850
- Nr. 87a: Bauernhaus (zweigeschossig) von 1850
- Nr. 89: Bauernhaus (zweigeschossig) von 1898

### Kaiserstraße
- Nr. 11: Wohnhaus (zweigeschossig) von 1873
- Nr. 13: Wohnhaus (zweigeschossig) von 1871

### Rappenauer Straße

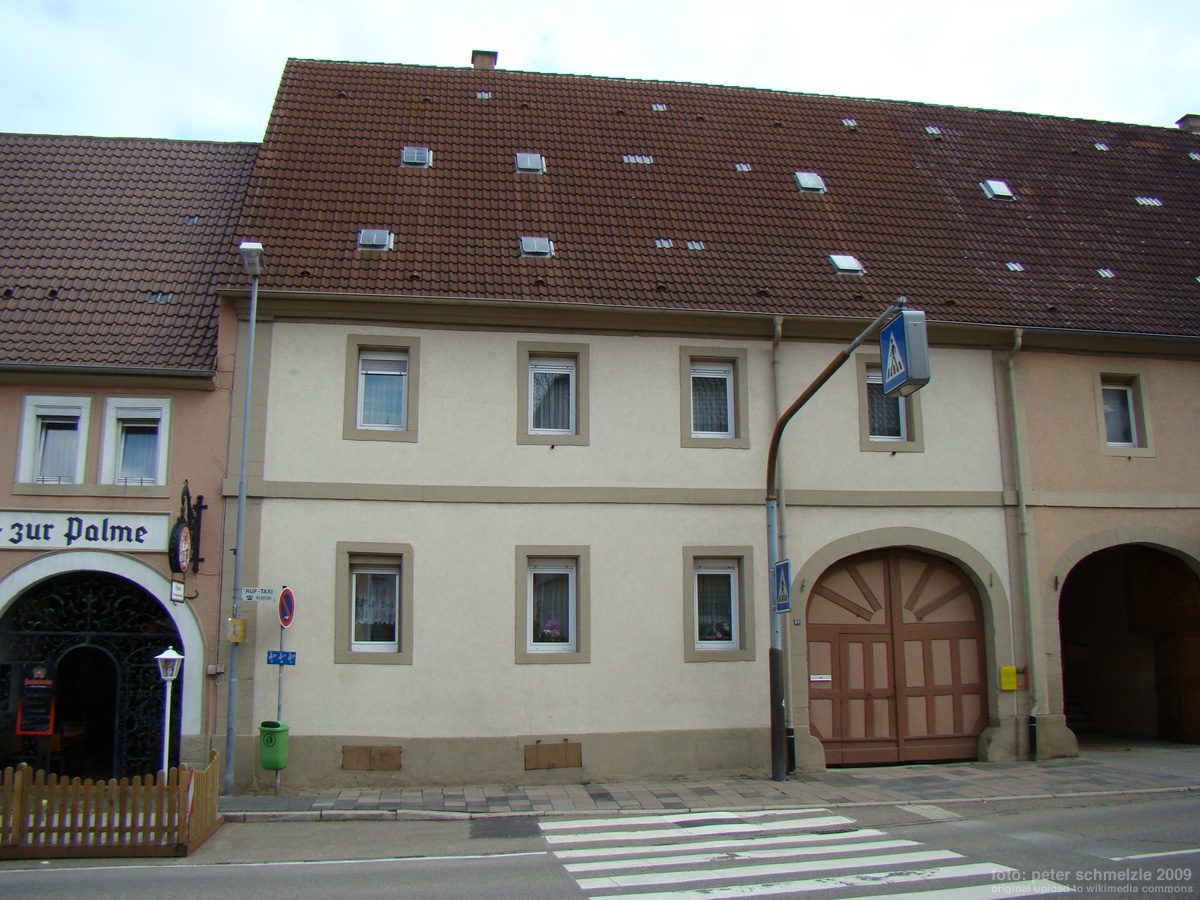
Modellhäuser in der Rappenauer Straße

- Nr. 8a: Bauernhaus (zweigeschossig) von 1793
- Nr. 10: Gasthaus zur Palme (zweigeschossig) von 1797
- Nr. 12: Bauernhaus (zweigeschossig) von 1802
- Nr. 20: Wohnhaus (zweigeschossig) von 1775
- Nr. 22: Bauernhaus (?) (zweigeschossig) von 1830
- Nr. 42: Bauernhaus (zweigeschossig) von 1873
- Nr. 43: Bauernhaus (zweigeschossig) von 1798
- Nr. 45: Bauernhaus (zweigeschossig) von 1798